# Videografia de Lana Del Rey
A cantora estadunidense Lana Del Rey apareceu em sete filmes como atriz (duas longas, cinco curtas), sete filmes de moda e três anúncios, além de ter contribuído com música original para dez filmes.
O primeiro trabalho de Del Rey foi na curta Poolside (2010) como Lisa, uma menina rica que passa os dias a fumar à beira da piscina. Del Rey de seguida escreveu dois videoclipes, Ride (2012) e Tropico (2013), dirigidos por Anthony Mandler. Em 2015, Del Rey foi produtora executiva do filme Hi, How Are You Daniel Johnston?. Ela seguidamente apareceu enquanto artista em Tower of Song: A Memorial Tribute to Leonard Cohen e em The King como ela própria.
Desde a sua estreia, Del Rey contribuiu notavelmente para as trilhas sonoras de quase uma dezena de filmes, fornecendo temas principais para os filmes The Great Gatsby (2013), Maleficent (2014), Big Eyes (2014), Hi, How Are You Daniel Johnston? (2015), The King (2017), Sublime (2018), Scary Stories to Tell in the Dark (2019) e Charlie's Angels (2019). As suas contribuições para The Great Gatsby e Big Eyes resultaram em indicações ao Grammy, com este último também recebendo uma indicação ao Globo de Ouro.

## Filme
| † | Indica um filme que ainda não foi lançado |

| Título                                             | Ano  | Função(ões)                   | Diretor(es)     | Notas                            |
| -------------------------------------------------- | ---- | ----------------------------- | --------------- | -------------------------------- |
| Poolside                                           | 2010 | Lisa                          | Aaron C. Peer   | Creditada como Lizzy Grant       |
| National Anthem                                    | 2012 | Jackie Kennedy Marilyn Monroe | Anthony Mandler | Também autora                    |
| Ride                                               | 2012 | Artista                       | Anthony Mandler | Também autora                    |
| Tropico                                            | 2013 | Eva/Mary                      | Anthony Mandler | Também autora                    |
| Hi How Are you Daniel Johnston                     | 2015 | -                             | Gabriel Sunday  | Produtora executiva              |
| Freak                                              | 2016 | Pamela Courson                | Lana Del Rey    | Também autora                    |
| Tower of Song: A Memorial Tribute to Leonard Cohen | 2017 | Artista                       | Jack Bender     |                                  |
| The King                                           | 2017 | Ela própria                   | Eugene Jarecki  |                                  |
| The Kacey Musgraves Christmas Show                 | 2019 | Artista                       | Chris Howe      | Programa especial daAmazon Prime |
| Norman Fucking Rockwell                            | 2019 | Mulher do Canyon              | Chuck Grant     |                                  |

### Filmes de revistas
| Título                              | Ano  | Diretor(es)    | Publicação    | Notas |
| ----------------------------------- | ---- | -------------- | ------------- | ----- |
| ZOO Presents Lana Del Rey           | 2012 | Bryan Adams    | ZOO           |       |
| Lana Del Rey                        | 2012 |                | Interview     |       |
| Nylon X Lana Del Rey                | 2012 |                | Nylon         |       |
| L'Officiel Presents Lana Del Rey    | 2012 | Nicole Nodland | L'Officiel    |       |
| FADER Presents Lana Del Rey         | 2014 | Maia Stern     | FADER         |       |
| Madame Figaro Presents Lana Del Rey | 2014 |                | Madame Figaro |       |
| Lana Del Rey August/September Issue | 2015 |                | Complexo      |       |

### Contribuições para banda sonora
| Título                                             | Ano  | Canção(s)                                                                                                   | Diretor(es)        | Notas                          |
| -------------------------------------------------- | ---- | --- | ------------------ | ------------------------------ |
| O Grande Gatsby                                    | 2013 | "Young and Beautiful", "Hotel Sayre", "Magic Tree and I Let Myself Go" e "Two Minutes to Four and Reunited" | Baz Luhrmann       |                                |
| Desire                                             | 2013 | "Burning Desire"                                                                                            | Adam Smith         |                                |
| Tropico                                            | 2013 | "Gods & Monsters", "Body Electric" e "Bel Air"                                                              | Anthony Mandler    |                                |
| Big Eyes                                           | 2014 | "Big Eyes" e "I Can Fly"                                                                                    | Tim Burton         |                                |
| Maleficient                                        | 2014 | "Once Upon a Dream"                                                                                         | Robert Stromberg   |                                |
| The Age of Adaline                                 | 2015 | "Life is Beautiful"                                                                                         | Lee Toland Krieger | Não lançada; apenas no trailer |
| Hi, How Are You Daniel Johnston?                   | 2015 | "Some Things Last a Long Time"                                                                              | Gabriel Sunday     |                                |
| Tower of Song: A Memorial Tribute to Leonard Cohen | 2017 | "Chelsea Hotel No. 2"                                                                                       | Jack Bender        | Interpretada com Adam Cohen    |
| The King                                           | 2018 | "Elvis" | Eugene Jarecki     | Não lançada; apenas no trailer |
| Sublime                                            | 2019 | "Doin' Time"                                                                                                | Bill Guttentag     |                                |
| Scary Stories To Tell In The Dark                  | 2019 | "Season of the Witch"                                                                                       | André Øvredal      |                                |
| Anjos de Charlie                                   | 2019 | "Don't Call Me Angel"                                                                                       | Elizabeth Banks    |                                |
| The Kacey Musgraves Christmas Show                 | 2019 | "I'll Be Home for Christmas"                                                                                | Chris Howe         |                                |

## Televisão
| Programa                               | Ano  | Música(s) cantada(s)           | Notas |
| -------------------------------------- | ---- | ------------------------------ | ----- |
| The Jonathan Ross Show                 | 2012 | "Video Games"                  |       |
| American Idol                          | 2012 | "Video Games"                  |       |
| Late Show with David Letterman         | 2012 | "Video Games"                  |       |
| Saturday Night Live                    | 2012 | "Video Games", "Blue Jeans"    |       |
| Jimmy Kimmel Live!                     | 2012 | "Video Games"                  |       |
| Buenas noches y Buenafuente            | 2012 | "Video Games"                  |       |
| The Voice UK                           | 2012 | "Blue Jeans"                   |       |
| The Tonight Show Starring Jimmy Fallon | 2020 | "Let Me Love You Like a Woman" |       |

## Web

### Entrevistas
| Séries                    | Ano     | Notas | Refs.         |
| ------------------------- | ------- | --- | ------------- |
| Index Magazine            | 2008    | Episódio: "Entrevista com Lizzy Grant"                                                                     | [ 2 ]         |
| RnB Junk                  | 2011    | Episódio: "Entrevista com Lana Del Rey"                                                                    | [ 3 ]         |
| BBC Radio One             | 2011-19 | 7 episódios                                                                                                | [ 4 ]         |
| One-to-Watch by Myspace   | 2012    | Episódio: "Conheça Lana Del Rey"                                                                           | [ 5 ]         |
| NME Interviews            | 2012    | Episódio: "Lana Del Rey"                                                                                   | [ 6 ]         |
| Complex Cover             | 2017    | Episódio: "Lana Del Rey On" Lust for Life, "Avoiding Cultural Appropriation, and Politics"                 | [ 7 ]         |
| KRQQ                      | 2017    | Episódio: "Lana Del Rey Talks New Album ‘Lust For Life’ On The Kevin & Bean Show"                          | [ 8 ]         |
| Beats Radio One           | 18-2017 | 2 episódios                                                                                                | [ 9 ]         |
| MTV News                  | 2018    | 2 episódios                                                                                                | [ 10 ] [ 11 ] |
| World Cafe                | 2018    | Episódio: "Entrevista com Lana Del Rey"                                                                    | [ 12 ]        |
| On Air With Ryan Seacrest | 2018-19 | 2 episódios                                                                                                | [ 13 ] [ 14 ] |
| Gucci no YouTube          | 2019    | Episódio: "Lana Del Rey nos bastidores da campanha #ForeverGuilty"                                         | [ 15 ]        |
| 104,3 MY FM               | 2019    | Episódio: "Lana Del Rey Talks Working w/ Ariana Grande & Miley Cyrus, James Franco, & More!"               | [ 16 ]        |
| Alt 98,7                  | 2019    | Episódio: "Lana Del Rey Talks ’Norman F**king Rockwell’ Working w/ Jack Antonoff, Covering Sublime & More" | [ 17 ]        |
| KRQQ                      | 2019    | Episódio: "Lana Del Rey Talks Sublime, New Album 'Norman F***ing Rockwell'"                                | [ 18 ]        |

## Anúncios
| Empresa | Ano  | Descrição |
| ------- | ---- | --- |
| Keds    | 2009 | O anúncio conta com Del Rey em 2009 a caminhar por Coney Island, Brooklyn, enquanto a sua música "Yayo" toca. |
| H&M     | 2012 | O anúncio apresenta Del Rey em um lounge inspirado nos anos 1960, onde ela canta um cover do famoso hino do baile de formatura "Blue Velvet" de Bobby Vinton, que foi apresentado no seu segundo EP Paradise (2012). |
| Gucci   | 2019 | O anúncio tem Del Rey ao lado de Jared Leto como um casal num anúncio inspirado nos anos 1960 de Gucci Guilty, do qual eles são os rostos. O vídeo também conta com uma aparência cameo de Courtney Love.            |

## Vídeos musicais
| Título                                                           | Ano                         | Diretor                    | Álbum                            | Ref.          |
| ---------------------------------------------------------------- | --------------------------- | -------------------------- | -------------------------------- | ------------- |
| "Methamphetamines" (não lançado)                                 | 2008                        | Lana Del Rey               | Sem Álbum                        |               |
| "Kill Kill"                                                      | 2008                        | Lana Del Rey               | Kill Kill                        |               |
| "Gramma"                                                         | 2009                        | Lana Del Rey               | Kill Kill                        |               |
| "Yayo"                                                           | 2009                        | Lana Del Rey               | Kill Kill                        |               |
| "Mermaid Motel"                                                  | 2009                        | Lana Del Rey               | Lana Del Ray                     |               |
| "Put Me in a Movie"                                              | 2009                        | Lana Del Rey               | Lana Del Ray                     |               |
| "Brite Lites"                                                    | 2009                        | Lana Del Rey               | Lana Del Ray                     |               |
| "Jump"                                                           | 2009                        | Lana Del Rey               | Lana Del Ray                     |               |
| "Pawn Shop Blues"                                                | 2009                        | Lana Del Rey               | Lana Del Ray                     |               |
| "You Can Be the Boss"                                            | 2010                        | Lana Del Rey               | Sem Álbum                        |               |
| "Kinda Outta Luck"                                               | 2010                        | Lana Del Rey               | Sem Álbum                        |               |
| "On Our Way"                                                     | 2010                        | Lana Del Rey               | Sem Álbum                        |               |
| "Hundred Dollar Bill"                                            | 2010                        | Lana Del Rey               | Sem Álbum                        |               |
| "Lolita"                                                         | 2010                        | Lana Del Rey               | Born to Die                      |               |
| "Diet Mountain Dew"                                              | 2011                        | Lana Del Rey               | Born to Die                      |               |
| "National Anthem"                                                | 2011                        | Lana Del Rey               | Born to Die                      |               |
| "Video Games"                                                    | 2011                        | Lana Del Rey               | Born to Die                      | [ 19 ] [ 20 ] |
| "Blue Jeans" (versão original)                                   | 2011                        | Lana Del Rey               | Born to Die                      |               |
| "Born to Die"                                                    | 2011                        | Yoann Lemoine              | Born to Die                      | [ 21 ]        |
| "Blue Jeans" (segunda versão)                                    | 2012                        | Yoann Lemoine              | Born to Die                      | [ 22 ]        |
| "Carmen"                                                         | 2012                        | Lana Del Rey               | Born to Die                      | [ 23 ]        |
| "National Anthem"                                                | 2012                        | Anthony Mandler            | Born to Die                      | [ 24 ]        |
| "Summertime Sadness"                                             | 2012                        | Kyle Newman Spencer Susser | Born to Die                      | [ 25 ] [ 26 ] |
| "Summertime Sadness" (remix de Cedric Gervais)                   | 2012                        | Kyle Newman Spencer Susser | Born to Die                      | [ 27 ]        |
| "Blue Velvet"                                                    | 2012                        | Johan Renck                | Paradise                         | [ 28 ]        |
| "Ride"                                                           | 2012                        | Anthony Mandler            | Paradise                         | [ 29 ] [ 30 ] |
| "Bel Air"                                                        | 2012                        | Kyle Newman Spencer Susser | Paradise                         |               |
| "Burning Desire"                                                 | 2013                        | Anthony Shurmer            | Paradise                         | [ 31 ] [ 32 ] |
| "Chelsea Hotel No. 2"                                            | Sem Álbum                   | Anthony Shurmer            | [ 33 ]                           |               |
| "Summer Wine" (com Barrie-James O'Neill)                         | Sem Álbum                   | Lana Del Rey               | [ 34 ]                           |               |
| "Young and Beautiful"                                            | Chris Sweeney Sophie Muller | The Great Gatsby           | [ 35 ] [ 36 ]                    |               |
| "Young and Beautiful" (remix Cedric Gervais)                     | Chris Sweeney Sophie Muller | The Great Gatsby           |                                  |               |
| Tropico ("Body Electric"/Gods and Monsters"/"Bel Air")           | Anthony Mandler             | Paradise                   |                                  |               |
| "West Coast"                                                     | 2014                        | Vincent Haycock            | Ultraviolence                    | [ 37 ]        |
| "Shades of Cool"                                                 | 2014                        | Jake Nava                  | Ultraviolence                    | [ 38 ]        |
| "Pretty When You Cry" (não lançada)                              | 2014                        | Lana Del Rey               | Ultraviolence                    |               |
| "Ultraviolence"                                                  | 2014                        | Francesco Carrozzini       | Ultraviolence                    | [ 39 ]        |
| "Honeymoon" (não lançada)                                        | 2015                        | Francesco Carrozzini       | Honeymoon                        |               |
| "High by the Beach"                                              | 2015                        | Jake Nava                  | Honeymoon                        |               |
| "Music to Watch Boys To"                                         | 2015                        | Kinga Burza                | Honeymoon                        |               |
| "Freak"                                                          | 2016                        | Lana Del Rey               | Honeymoon                        |               |
| "Love"                                                           | 2017                        | Rich Lee                   | Lust for Life                    |               |
| "Lust for Life" (com The Weeknd)                                 | 2017                        | Rich Lee                   | Lust for Life                    |               |
| "White Mustang"                                                  | 2017                        | Rich Lee                   | Lust for Life                    |               |
| "Mariners Apartment Complex"                                     | 2018                        | Chuck Grant                | Norman Fucking Rockwell!         |               |
| "Venice Bitch"                                                   | 2018                        | Chuck Grant                | Norman Fucking Rockwell!         |               |
| "Fuck It, I Love You!" / "The Greatest"                          | 2019                        | Rich Lee                   | Norman Fucking Rockwell!         | [ 40 ]        |
| "Doin' Time"                                                     | 2019                        | Rich Lee                   | Norman Fucking Rockwell!         |               |
| "Don't Call Me Angel" (com Ariana Grande e Miley Cyrus)          | 2019                        | Hannah Lux Davis           | Charlie's Angels                 |               |
| "Norman Fucking Rockwell"/"Bartender"/"Happiness Is a Butterfly" | 2019                        | Chuck Grant                | Norman Fucking Rockwell!         |               |
| "Let Me Love You Like a Woman"                                   | 2020                        | Lana Del Rey               | Chemtrails over the Country Club |               |
| "Summertime - The Gershwin Version"                              | 2020                        | —                          | American Standards & Classics    |               |
| "Chemtrails over the Country Club"                               | 2021                        |                            | Chemtrails over the Country Club |               |
| "White Dress"                                                    | 2021                        | Constellation Jones        | Chemtrails over the Country Club |               |

### Participações como convidada
| Título       | Ano  | Artista           | Diretor      | Álbum                    | Ref.   |
| ------------ | ---- | ----------------- | ------------ | ------------------------ | ------ |
| "Stargazing" | 2020 | The Neighbourhood | Ramez Silyan | Chip Chrome & Mono-Tones | [ 41 ] |